# United States Navy Special Projects Office
United States Navy Special Projects Office (SPO) – biuro badawczo-konstrukcyjne marynarki wojennej Stanów Zjednoczonych odpowiedzialne za opracowanie i konstrukcję strategicznych atomowych okrętów podwodnych „41 for freedom” oraz pocisków balistycznych Polaris i Poseidon

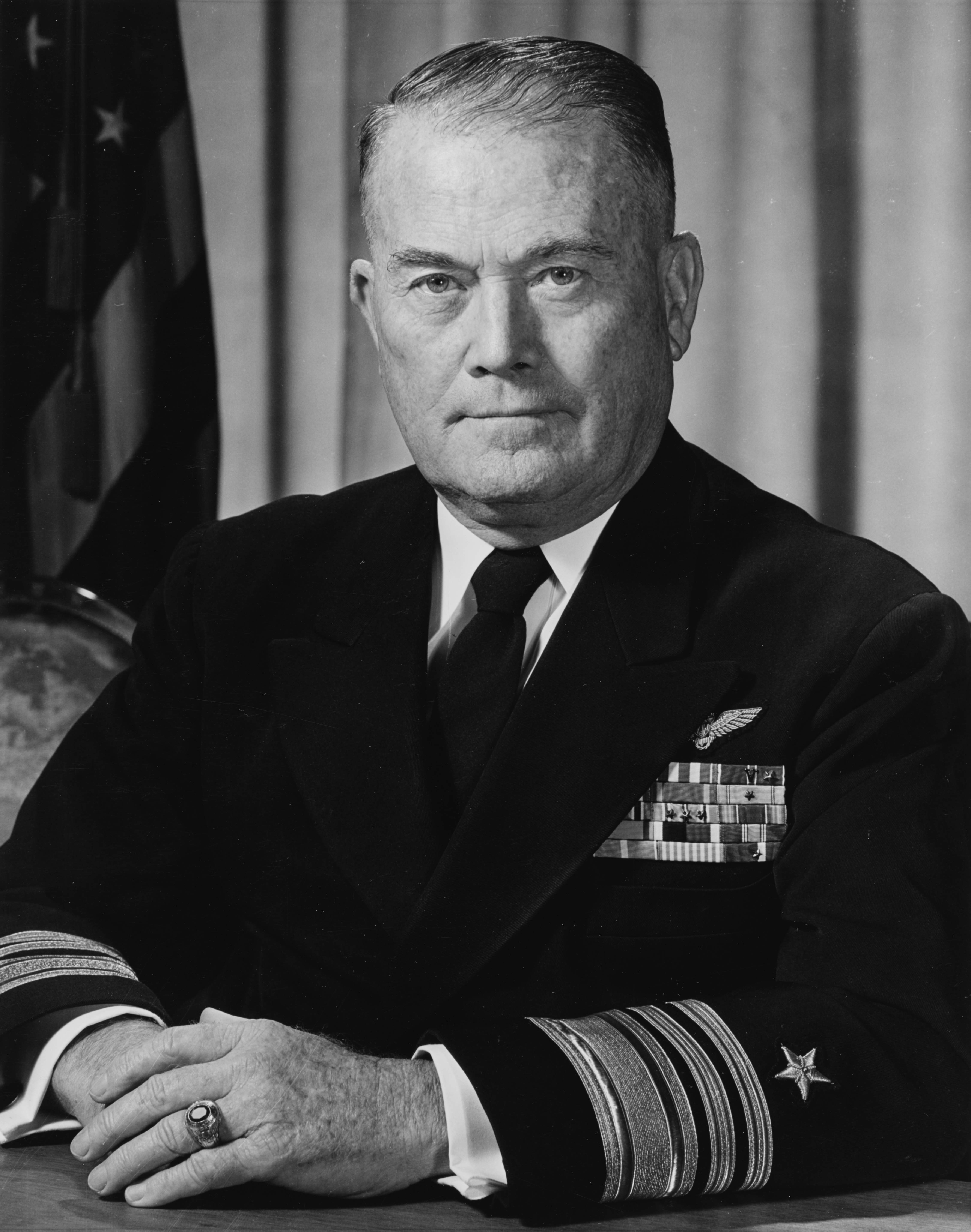
Adm. William Raborn, szef SPO

Mimo silnego wsparcia ze strony szefa operacji morskich US Navy (CNO) adm. Arleigha Burke, program rakietowego systemu balistycznego dla floty nie rozwijał się dobrze, także z uwagi na opory biurokracji w marynarce wojennej. Pragnąc wzmocnić rangę programu i przyspieszyć prace nad własnym pociskiem, admirał utworzył niezależne od innych biur technicznych biuro Special Projects Office (SPO), którego wyłącznym zadaniem miały być prace nad morskim pociskiem balistycznym. Na czele SPO, stanął wiceadmirał William Raborn były pilot marynarki, wybrany przez CON ze względu na cechy osobiste oraz w nadziei na wojskowe raczej, niż techniczne spojrzenie na prowadzony program. W staraniach tych admirał Burke miał silne wsparcie ze strony sekretarza marynarki wojennej Charlesa S. Thomasa. Prace nad morską wersją pocisku Jupiter nabrały tempa w 1956 roku, natomiast na rok 1959 ustalono termin wysłania w morze pierwszych pocisków na pokładach zmodyfikowanych statków komercyjnych. Dla morskiej wersji tego pocisku rozważano napęd oparty na paliwie stałym. Niektóre prace studyjne przewidywały również uzbrojenie w osiem pocisków balistycznych okrętów podwodnych z napędem jądrowym o wyporności podwodnej 8300 t.
W trakcie trwania programu, US Navy miała wątpliwości co do zastosowania na pokładach okrętów pocisków napędzanych paliwem ciekłym, wszczęto więc studia nad możliwością zastosowania napędów na paliwo stałe, które jednak dawało mniejszy ciąg, co ograniczało możliwy do przeniesienia ładunek. Przełom w tym zakresie nastąpił w 1956 roku, kiedy naukowcy odkryli sposób na znaczne zmniejszenie rozmiarów głowic termojądrowych. Ojciec amerykańskiej bomby wodorowej – dr Edward Teller stwierdził latem 1956 roku, iż już wkrótce głowica o masie 400 funtów (181 kg) będzie miała siłę eksplozji bomby 5000-funtowej (2270 kg). We wrześniu tego roku amerykańska Agencja Energii Atomowej szacowała, iż mała głowica nuklearna będzie dostępna w 1965 roku, z pewnymi szansami na jej udostępnienie już w roku 1963. Rozwój tego specyficznego programu zbiegł się z intensywnymi pracami nad napędem na paliwo stałe o dużej sile ciągu, oraz podjęciem, w sierpniu 1956 roku przez adm. Raborna formalnej decyzji o odejściu marynarki wojennej ze wspólnego z armią programu Jupiter. Wiązało się to z formalną inicjacją programu małego pocisku na paliwo stałe, która została zaakceptowana przez sekretarza obrony w grudniu 1956 roku, oraz porzuceniem idei bazowania pocisków balistycznych na jednostkach nawodnych, na rzecz rozmieszczenia ich na pokładach okrętów podwodnych.
W związku z zainteresowaniem marynarki programami także innych niż SLBM systemów strategicznych, w 1968 roku SPO przemianowano na Strategic Systems Project Office, a jego zadania zostały rozszerzone.